# Roger Camuzet
Roger Camuzet (* 28. November 1895 in Bordeaux; † 7. Mai 1983 in Montignac-Charente) war ein französischer Unternehmer, Politiker sowie Motorrad- und Autorennfahrer.

## Frühe Jahre
Roger Camuzet wurde in Bordeaux geboren und wuchs bei seiner Großmutter in Saint-Amant-de-Boixe auf, die dort als Lehrerin arbeitete. Mit Beginn des Ersten Weltkriegs wurde er zum Militär eingezogen und kämpfte an der Westfront. Während der Schlacht um Verdun trug er so schwere Verletzungen davon, dass bereits ein Sarg für ihn angefertigt wurde.
Nach dem Ende des Krieges machte er eine Schlosserlehre in einer kleinen Werkstätte in Montignac-Charente. Nach dem Lehrabschluss zog er nach Paris und begann als Mechaniker im Rennteam von Peugeot zu arbeiten.

## Karriere als Rennfahrer
Gefördert von André Boillot, begann Roger Camuzet eine Karriere als Motorrad- und Autorennfahrer. Sein größter Erfolg als Motorradrennfahrer war ein dritter Rang beim Großen Preis von Frankreich 1922. Als Autorennfahrer startete er mehrmals bei der Tour de France für Automobile und bestritt die Rallye Monte Carlo 1933. 1926 war er Teamkollege von Paul Van Cuyck beim 24-Stunden-Rennen von Le Mans. Das Duo konnte sich nicht klassieren, da mit dem Ravel 9CV nicht genug Runden gefahren wurden.
Nach dem Tod von André Boillot und der Geburt seines ersten Kindes beendete er seine Fahrerkarriere.

## Unternehmer und Politiker
In den 1930er-Jahren eröffnete er in Montignac-Charente eine Autowerkstatt. Von 1945 bis 1953 war er dort Bürgermeisterstellvertrer und von 1953 bis 1971 Stadtrat.

## Statistik

### Le-Mans-Ergebnisse
| Jahr | Team                       | Fahrzeug  | Teamkollege    | Platzierung     | Ausfallgrund |
| ---- | -------------------------- | --------- | -------------- | --------------- | ------------ |
| 1926 | Automobiles Louis Ravel SA | Ravel 9CV | Paul van Cuyck | nicht klassiert |              |